# Pallavolo ai XIX Giochi centramericani e caraibici - Torneo maschile
Il torneo maschile di pallavolo ai XVIII Giochi centramericani e caraibici  si svolse dal 28 novembre al 7 dicembre 2002 a San Salvador, in El Salvador, durante i XIX Giochi centramericani e caraibici. Al torneo parteciparono 7 squadre nazionali nordamericane e sudamericane e la vittoria finale andò per la seconda volta a Porto Rico.

## Squadre partecipanti
- Barbados
- Colombia
- El Salvador
- Messico
- Porto Rico
- Rep. Dominicana
- Venezuela

## Gironi
| Gruppo A                                 | Gruppo B                               |
| ---------------------------------------- | -------------------------------------- |
| El Salvador Messico Rep. Dominicana Cuba | Barbados Colombia Porto Rico Venezuela |

- La nazionale cubana non partecipò ai Giochi.

## Fase finale

### Finali 1º e 3º posto
|  | Quarti      | Quarti          |            |                 | Semifinali         | Semifinali         |  |  | Finale 1º/2º posto | Finale 1º/2º posto |
|  |             |                 |            |                 |                    |                    |  |  |                    |                    |
|  |             |                 |            |                 |                    |                    |  |  |                    |                    |
|  |             |                 |            |                 |                    |                    |  |  |                    |                    |
|  | Porto Rico  | 3               |            |                 |                    |                    |  |  |                    |                    |
|  | Porto Rico  | 3               |            |                 |                    |                    |  |  |                    |                    |
|  | El Salvador | 0               |            |                 |                    |                    |  |  |                    |                    |
|  | El Salvador | 0               | Porto Rico | 3               |                    |                    |  |  |                    |                    |
|  |             |                 | Porto Rico | 3               |                    |                    |  |  |                    |                    |
|  |             | Venezuela       | 1          |                 |                    |                    |  |  |                    |                    |
|  | -           | Venezuela       | 1          | -               |                    |                    |  |  |                    |                    |
|  | -           |                 |            | -               |                    |                    |  |  |                    |                    |
|  | -           | -               |            |                 |                    |                    |  |  |                    |                    |
|  | -           | -               | Porto Rico | 3               |                    |                    |  |  |                    |                    |
|  |             |                 | Porto Rico | 3               |                    |                    |  |  |                    |                    |
|  |             | Messico         | 1          |                 |                    |                    |  |  |                    |                    |
|  | Messico     | Messico         | 1          | 3               |                    |                    |  |  |                    |                    |
|  | Messico     |                 |            | 3               |                    |                    |  |  |                    |                    |
|  | Barbados    | 1               |            |                 |                    |                    |  |  |                    |                    |
|  | Barbados    | 1               | Messico    | 3               | Finale 3º/4º posto | Finale 3º/4º posto |  |  |                    |                    |
|  |             |                 | Messico    | 3               | Finale 3º/4º posto | Finale 3º/4º posto |  |  |                    |                    |
|  |             | Rep. Dominicana | 2          |                 |                    |                    |  |  |                    |                    |
|  | -           | Rep. Dominicana | 2          | -               | Venezuela          | 3                  |  |  |                    |                    |
|  | -           |                 |            | -               | Venezuela          | 3                  |  |  |                    |                    |
|  | -           | -               |            | Rep. Dominicana | -                  |                    |  |  |                    |                    |
|  | -           | -               |            |                 | -                  |                    |  |  |                    |                    |
|  |             |                 |            |                 |                    |                    |  |  |                    |                    |
|  |             |                 |            |                 |                    |                    |  |  |                    |                    |

## Podio

### Campione
Formazione: 1 Gregory Berríos, 2 Héctor Soto, 3 Víctor Rivera, 4 Oswald Antonetti, 5 Ariel Rodríguez, 6 René Esteves, 7 Ángel Aja, 8 Alexis Matías, 9 José Rivera, 10 Carlos Luis López, 11 Víctor Bird, 12 Arcángel Ruiz, CT: Luis Enrique Ruiz

## Classifica finale
| Classifica | Squadre         |
| ---------- | --------------- |
|            | Porto Rico      |
|            | Messico         |
|            | Venezuela       |
| 4          | Rep. Dominicana |
| 5          | Barbados        |
| 6          | El Salvador     |
| 7          | Colombia        |